# Pierre Scarron
Pour les articles homonymes, voir Scarron.
Pierre Scarron (1579 - 6 février 1668) est un évêque catholique français, évêque de Grenoble de 1620 à 1668.

## Biographie
Issu d’une famille de marchands lyonnais, il fit son entrée à Grenoble en 1621.
Son épiscopat de près d'un demi-siècle voit la fondation de nombreux couvents dans son diocèse et dans sa ville épiscopale dont le couvent des Minimes de Grenoble. Scarron accepta la condamnation du jansénisme par Innocent X. C'est aussi sous son règne qu'eut lieu le miracle de Notre-Dame-de-l'Osier, le jeudi 25 mars 1649.

## Armoiries
Ses armoiries étaient : D’azur à la bande bretessée d'or.